# Communauté de communes de la Vallée de l'Ouche
La Communauté de communes de la Vallée de l'Ouche est une ancienne communauté de communes française, située dans le département de la Côte-d'Or et la région Bourgogne.

## Histoire
Le 31 décembre 2013, elle a fusionné avec la communauté de communes du Sombernonnais pour former la communauté de communes du Sombernonnais et de la Vallée de l'Ouche.

## Composition
La communauté de communes de la Vallée de l'Ouche regroupait 12 communes du canton de Sombernon ainsi que 4 communes du canton de Dijon-5.
| Communes               | hab.  | code postal | code insee |
| ---------------------- | ----- | ----------- | ---------- |
| Agey                   | 271   | 21410       | 21002      |
| Ancey                  | 377   | 21410       | 21013      |
| Arcey                  | 41    | 21410       | 21018      |
| Barbirey-sur-Ouche     | 273   | 21410       | 21045      |
| Fleurey-sur-Ouche      | 1 183 | 21410       | 21273      |
| Gergueil               | 136   | 21410       | 21293      |
| Gissey-sur-Ouche       | 366   | 21410       | 21300      |
| Grenant-lès-Sombernon  | 180   | 21540       | 21306      |
| Lantenay               | 470   | 21370       | 21339      |
| Mâlain                 | 691   | 21410       | 21373      |
| Pasques                | 291   | 21370       | 21478      |
| Remilly-en-Montagne    | 129   | 21540       | 21520      |
| Saint-Jean-de-Bœuf     | 104   | 21410       | 21553      |
| Sainte-Marie-sur-Ouche | 634   | 21410       | 21559      |
| Saint-Victor-sur-Ouche | 222   | 21410       | 21578      |
| Velars-sur-Ouche       | 1 658 | 21370       | 21661      |